# Issue tracker
Een issue tracker is een computerprogramma dat gebruikt wordt om fouten in software vast te leggen en het proces om deze op te lossen te begeleiden. Naast fouten kunnen ook zaken als gewenste wijzigingen en uitbreidingen van de software worden beheerd.
Een issue tracker ondersteunt softwareontwikkelaars bij het bijhouden van wat er nog gewijzigd moet worden aan software. Om dit te kunnen doen, biedt een issue tracker onder meer de volgende functies:
- vastleggen van een issue
- toewijzen van een issue aan een persoon
- commentaar toevoegen aan een issue
- toewijzen van een issue aan een ander persoon
- een issue sluiten, dat wil zeggen vastleggen dat dit issue is opgelost

De meeste moderne issue trackers zijn webapplicaties, zodat een issue tracker centraal op een server kan worden geïnstalleerd, waarna alle leden van het team deze kunnen gebruiken via een webbrowser. Over het algemeen gebruikt een issue tracker e-mail om een teamlid te attenderen op nieuwe issues, toegewezen issues en wijzigingen in issues.
Een issue tracker kan door een projectleider worden gebruikt om werk te verdelen over de leden van een team. Binnen de issue tracker wordt dan vastgelegd wie waaraan werkt. Meestal is er binnen een issue tracker ook een mogelijkheid om aan te geven hoelang het gaat duren om een issue op te lossen. Dit kan worden gebruikt voor het maken en bijhouden van een planning.

## Voorbeelden
- Bugzilla
- GitHub bevat een issue tracker